# Monroe H. Rosenfeld
Monroe H. Rosenfeld (* 1861; † 1918) war ein US-amerikanischer Komponist, Texter und Journalist.

## Leben
Obwohl Rosenfeld ein sehr produktiver Komponist und Texter war, ist er heute vielleicht besser bekannt als der Journalist, der den Begriff Tin Pan Alley geprägt hat, um die Welt der Komponisten und Verleger der populären Musik zu beschreiben – wobei das nicht unumstritten ist. Geboren in Richmond (Virginia), lebte er u. a. auch in Massachusetts. Er starb in New York City.
Rosenfeld komponierte in vielen Gattungen, aber sein bekanntestes Lied ist „Johnnie Get Your Gun“ (1886). Interessiert an Ragtime fließt dies in seine Kompositionen wie „Alabama Walk-Around“ (1891), „The Cotton Field Dance“ (1892), „The Virginia Skedaddle“ (1892) und „A Warm Proposition“ (1899) ein, auf dessen Umschlagtitel behauptet wird, dass es der größte Cakewalk sei, welcher jemals geschrieben wurde.
Rosenfeld hat über 220 Werke geschrieben und getextet.